# René Tirant
René Tirant, né le 22 novembre 1907 à Chey (Deux-Sèvres) et mort le 7 juin 1978 à Cannes, est un administrateur colonial français.

## Biographie
Ancien élève de l'École coloniale, il est en poste au Cameroun de 1945 à 1957.
Il est ensuite haut-commissaire du Dahomey de 1958 jusqu'à l'indépendance du territoire, qui deviendra le Bénin, le 1er août 1960. Il y reste en tant que premier ambassadeur de France (envoyé exceptionnel et plénipotentiaire) jusqu'en août 1961.
Il est ensuite gouverneur de la Côte française des Somalis à partir du 29 novembre 1962. Après des «incidents» lors du passage à Djibouti du général de Gaulle en août 1966, il est remplacé par Louis Saget le 11 septembre.